# Turistická značená trasa 4281
 Turistická značená trasa 4281 je 1,5 km dlouhá zeleně značená trasa Klubu českých turistů v okrese Semily spojující Vrbatovu boudu a Růženčinu zahrádku. Její převažující směr je západní. Trasa se nachází na území Krkonošského národního parku.

## Průběh trasy
Turistická trasa má svůj počátek na rozcestí u Vrbatovy boudy s červeně značenou Bucharovou cestou z Jilemnice na pramen Labe. Vede západním směrem a hned z počátku po turistickém chodníku přechází přes Vrbatovo návrší. Za ním vede krátce po asfaltové komunikaci na rozcestí se žlutě značenou trasou 7310 z Dolních Míseček rovněž na pramen Labe. Trasa pokračuje dále západním směrem po turistickém chodníku klečovou loukou na Harrachovy kameny a dále k rozcestí s červeně značenou trasou 0439 od pramene Labe do Vysokého nad Jizerou, kde končí. Po trase 0439 lze pokračovat k samotné Růženčině zahrádce.

## Historie
Trasa měla dříve zcela jiné trasování a to od Růženčiny zahrádky na rozcestí U Čtyř Pánů. Po stávající trase byla vedena červeně značená trasa 0439, která nevedla k prameni Labe, ale k Vrbatově boudě. Později došlo k výměně a tím pádem i přeznačení obou tras.

## Turistické zajímavosti na trase
- Vrbatova bouda
- Základní kámen Švehlovy chaty
- Konec Masarykovy horské silnice
- Mohyla Hanče a Vrbaty
- objekty československého lehkého opevnění vz. 37
- Harrachovy kameny